# Wennemar von Silvolde
Wennemar von Silvolde (* im 12. Jahrhundert; † 1233) war Domscholaster und Domherr in Münster.

## Leben
Wennemar von Silvolde entstammte einer Familie, die in den Umkreis der Edelherren von Lohn gehört und nach der niederländischen Ortschaft Silvolde (heute Gemeinde Oude IJsselstreek) benannt wurde. 1193 findet er erstmals als münsterischer Domherr urkundliche Erwähnung. 1223 war er Domscholaster. In dieser Funktion oblag ihm die Leitung der Domschule. Wennemar blieb bis zu seinem Tode in diesen Ämtern.